# Alto de Negrete
Alto de Negrete är en ort i Mexiko.   Den ligger i kommunen Abasolo och delstaten Guanajuato, i den centrala delen av landet, 280 km nordväst om huvudstaden Mexico City. Alto de Negrete ligger 1 695 meter över havet och antalet invånare är 215.
Terrängen runt Alto de Negrete är en högslätt. Runt Alto de Negrete är det tätbefolkat, med 369 invånare per kvadratkilometer. Närmaste större samhälle är Abasolo, 13,0 km söder om Alto de Negrete. Trakten runt Alto de Negrete består till största delen av jordbruksmark.